# Kari Veiteberg

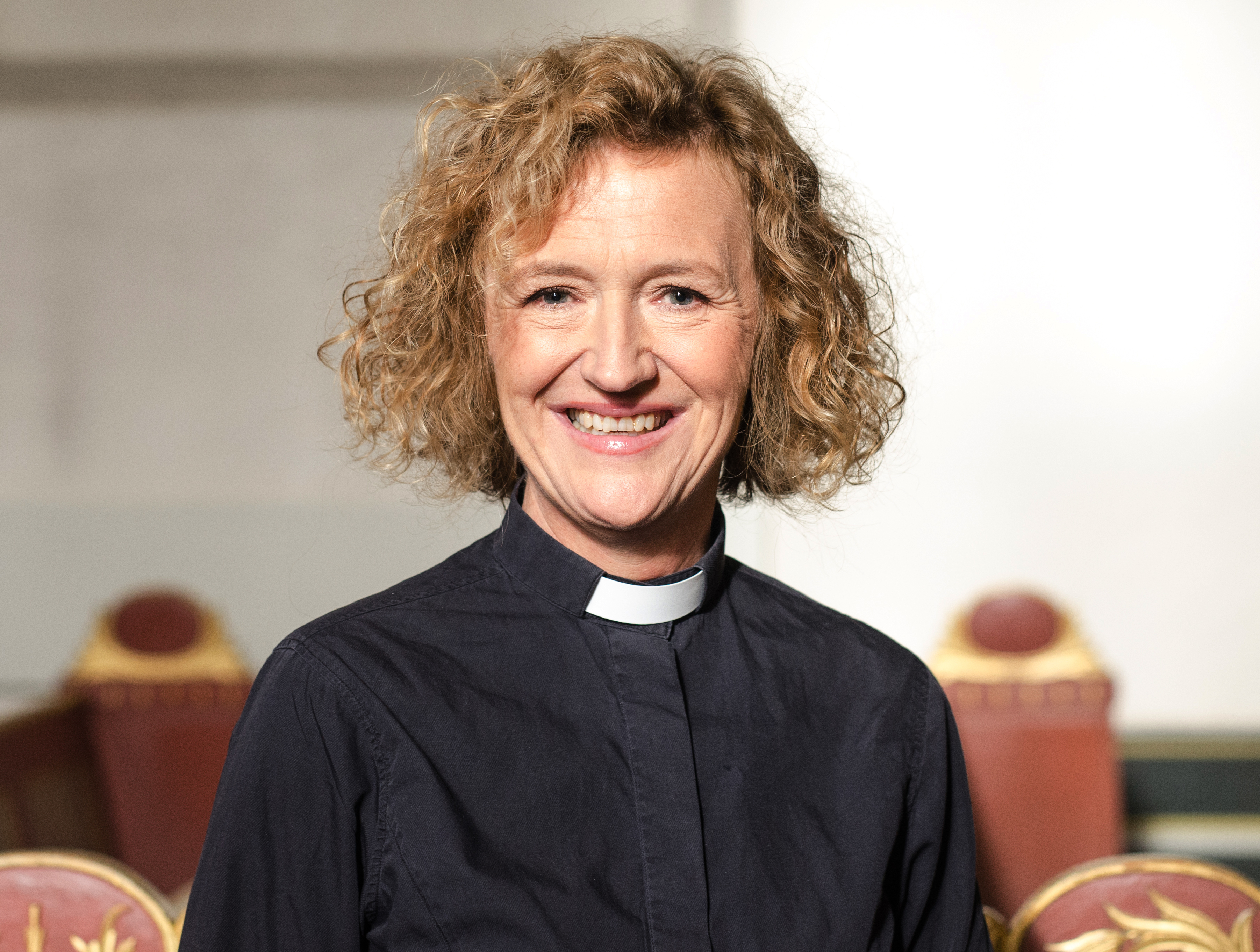
Kari Veiteberg, 2017

Kari Veiteberg (* 4. Februar 1961 in Stord) ist eine norwegische lutherische Geistliche und Theologin. Von Dezember 2017 bis Dezember 2024 war sie Bischöfin im Bistum Oslo der Norwegischen Kirche.

## Leben
Veiteberg studierte Evangelische Theologie an der Universität Oslo und legte 1988 das theologische Kandidatenexamen und 1989 das praktisch-theologische Examen ab. Anschließend erwarb sie auch einen akademischen Grad (mellomfag) in Theaterwissenschaften. Nach ihrer Ordination 1992 arbeitete sie als Kaplan (kapellan) in Trondheim. Ab 1995 war sie Stipendiatin und Dozentin für Liturgik am Praktisch-theologischen Seminar der Universität Oslo. 2000 wurde sie Pfarrerin in der Stadtmission Oslo. Diese Stelle hatte sie mit verschiedenen Unterbrechungen (z. B. 2009–2012 als Rektorin des Liturgischen Zentrums ihrer Kirche) bis zu ihrer Wahl als Bischöfin inne. 2006 wurde sie an der Universität Oslo zur Dr. theol. promoviert.
Im September 2017 wurde Veiteberg als Nachfolgerin von Ole Christian Kvarme zur Bischöfin des Bistums Oslo gewählt und im Dezember 2017 eingeführt. Im Dezember 2024 schied sie aus dem Bischofsamt aus, um wieder in der Stadtmission Oslo zu arbeiten. Zu ihrer Nachfolgerin wurde Sunniva Gylver gewählt und im Februar 2025 in ihr Amt eingeführt.

## Schriften (Auswahl)
- Bibelens Kvinner. Det norske Samlaget, Oslo 1995.
- Evas Døtrer. Det Norske Samlaget, Oslo 2001.
- Kunsten å framføre gudstenester. Dåp i Den norske kyrkja. (= Acta Theologica Nr. 3). Oslo 2006.
- Jacob Jervell: Et portrett. Verbum 2013.